# Lussemburgo (città)
Lussemburgo (Lëtzebuerg o, colloquialmente, d'Stad in lussemburghese, Luxembourg in francese, Luxemburg in tedesco) è la capitale del Granducato di Lussemburgo, piccolo Stato compreso fra l'Europa occidentale e l'Europa centrale e racchiuso tra il Belgio a ovest e a nord, la Germania a est e la Francia a sud. È situata su uno sperone roccioso alla confluenza della Pétrusse con l'Alzette, e contava 124 528 abitanti al 2021. Lo sperone su cui è stata costruita è per tre lati a strapiombo su dei canali naturali, per cui sin dal Medioevo la città è stata considerata una fortezza.

## Geografia fisica
La città di Lussemburgo si trova nella porzione meridionale dell'altopiano del Lussemburgo, una vasta formazione di arenaria risalente al Giurassico inferiore che costituisce il cuore del Gutland, una zona pianeggiante e bassa che copre i due terzi meridionali del paese.
Il centro città sorge su un promontorio circondato da ripidi dirupi che scendono nelle strette valli dei fiumi Alzette e Pétrusse, la cui confluenza si trova nella città di Lussemburgo. Queste gole, profonde 70 metri, sono attraversate da molti ponti e viadotti, tra cui il Ponte Adolfo, il Ponte Granduchessa Carlotta e la Passerella.

## Storia
Durante la dominazione romana, presso l'incrocio di due strade, si ergeva un torrione fortificato, che nel Medioevo apparteneva all'abbazia di San Massimino di Treviri. La fortificazione (castellum) venne chiamata in periodo medioevale Lucilinburhuc (= piccolo castello), da cui ebbe origine, attraverso la forma intermedia Lützelburg, il nome di Lussemburgo, mentre lo sperone roccioso che si innalzava nelle immediate vicinanze (Rupe di Bock) non ne accresceva l'importanza militare.
Nel 963 il castellum passò al conte Sigfrido, che lo trasformò nel suo castello. Sigfrido, detto in seguito di Lussemburgo, è considerato il fondatore della città. Subito dopo venne costruita la nuova cinta muraria e la chiesa di San Nicola, ora Cattedrale. Nel 1340, sotto il regno di Giovanni di Lussemburgo venne realizzata l'ultima cerchia di mura (poi demolita nel 1867). Nel 1447 Lussemburgo fu conquistata dai borgognoni di Filippo III, più tardi entrò a far parte prima dell'Impero spagnolo, poi di quello austriaco.
Sotto la dominazione asburgica le sue fortificazioni vennero ulteriormente rafforzate, facendo così di Lussemburgo una delle più solide roccaforti d'Europa. Furono inoltre costruite casematte e una ventina di chilometri di gallerie sotterranee. Nei primi anni del XIV secolo il conte Enrico di Lussemburgo divenne l'imperatore Enrico VII e per quasi 150 anni l'impero rimase nelle mani della casata di Lussemburgo.
Durante le guerre rivoluzionarie francesi Lussemburgo fu presa due volte dai francesi, la seconda volta dopo sette mesi d'assedio. La durata dell'assedio fece molto scalpore in Francia e l'ingegnere Lazare Carnot definì Lussemburgo la più imprendibile delle roccaforti del mondo dopo Gibilterra. Con la resa della guarnigione austriaca, Lussemburgo venne annessa alla Francia, all'interno del dipartimento delle Forets. Dopo il 1815 la città ospitò una guarnigione prussiana, sostituita da una olandese una volta ratificato l'ingresso del Lussemburgo nel Regno Unito dei Paesi Bassi. Dopo la crisi lussemburghese, venne stabilita dal trattato di Londra del 1867 la demolizione delle possenti mura cittadine (24 km), demolizione che durò sedici anni e costò un milione e mezzo di franchi d'oro.
Dopo la morte di Guglielmo III e l'indipendenza lussemburghese dai Paesi Bassi con l'ascesa al trono di Adolfo, Lussemburgo divenne la capitale di uno Stato indipendente a tutti gli effetti. Nel XX secolo, con l'allargarsi della città sono stati edificati più di cinquanta ponti, alcuni dei quali veri e propri modelli di ingegneria, come il ponte Adolphe, con l'arcata in pietra a volta più ampia del mondo, che scavalcano i fiumi Alzette e Pétrusse. Nonostante la neutralità, venne occupata dalle truppe dell'Impero tedesco il 2 agosto 1914, il 30 dello stesso mese divenne sede del comando tedesco sul fronte occidentale. Nel 1921 i confini cittadini vennero ampliati con l'annessione delle borgate di Eich, Hamm, Hollerich e Rollingergrund.
Nel 1940 Lussemburgo venne occupata dalla Germania nazista che, nel 1942, l'annetté ai propri territori. Il 10 settembre 1944 fecero il loro ingresso in città le truppe alleate. Dopo il termine del conflitto, Lussemburgo divenne sede di alcune agenzie europee come la Comunità europea del carbone e dell'acciaio, la Corte di giustizia dell'Unione europea, la Corte dei conti europea e la Banca europea degli investimenti.
È in corso la costruzione di un polo giudiziario. Il plateau du Kirchberg è dalla fine degli anni ottanta in piena espansione. Oggi, l'Edificio Alcide De Gasperi (detto Bâtiment Tour), le torri A et B – situate al Kirchberg – definiscono, con le fortificazioni, la chiesa Saint-Michel e la cattedrale Notre-Dame, lo "skyline" della città di Lussemburgo.

## Monumenti e luoghi d'interesse
Il vecchio quartiere e le fortificazioni della città sono classificati fra i siti Patrimoni dell'umanità dell'UNESCO dal 1994.
Alcuni monumenti importanti sono:
- Il Palazzo Granducale di Lussemburgo, eretto a partire dal 1572 su progetti di Adam Roberti, è la residenza ufficiale dei Sovrani del Lussemburgo dal 1890. Nelle sue vicinanze c'è la sede del parlamento nazionale
- La Place Guillaume è la piazza principale della città dove si affaccia il Municipio di Lussemburgo, eretto in stile neoclassico nel 1838
- Le fortificazioni, imponenti muraglioni a strapiombo sull'Alzette, erette nel 1632 dagli Spagnoli e ampliate da Vauban nel 1685
- La Bella "Gëlle Fra" o "Signora d'oro"
- Il Ponte Adolfo
- Il Castello di Septfontaines

### Architetture religiose
Nella Città Alta si trovano la Cattedrale di Notre-Dame, edificio in stile tardo gotico con due torri dalle guglie affilatissime, la Chiesa di San Michele e la Chiesa di Sant'Alfonso. Nella valle della Pétrusse si trova invece la gotica Cappella di San Quirino.

### Architetture civili
- La Cattedrale di Notre-DamePalazzo dell'ARBED
- Palazzo della Spuerkeess
- Palazzo delle Poste

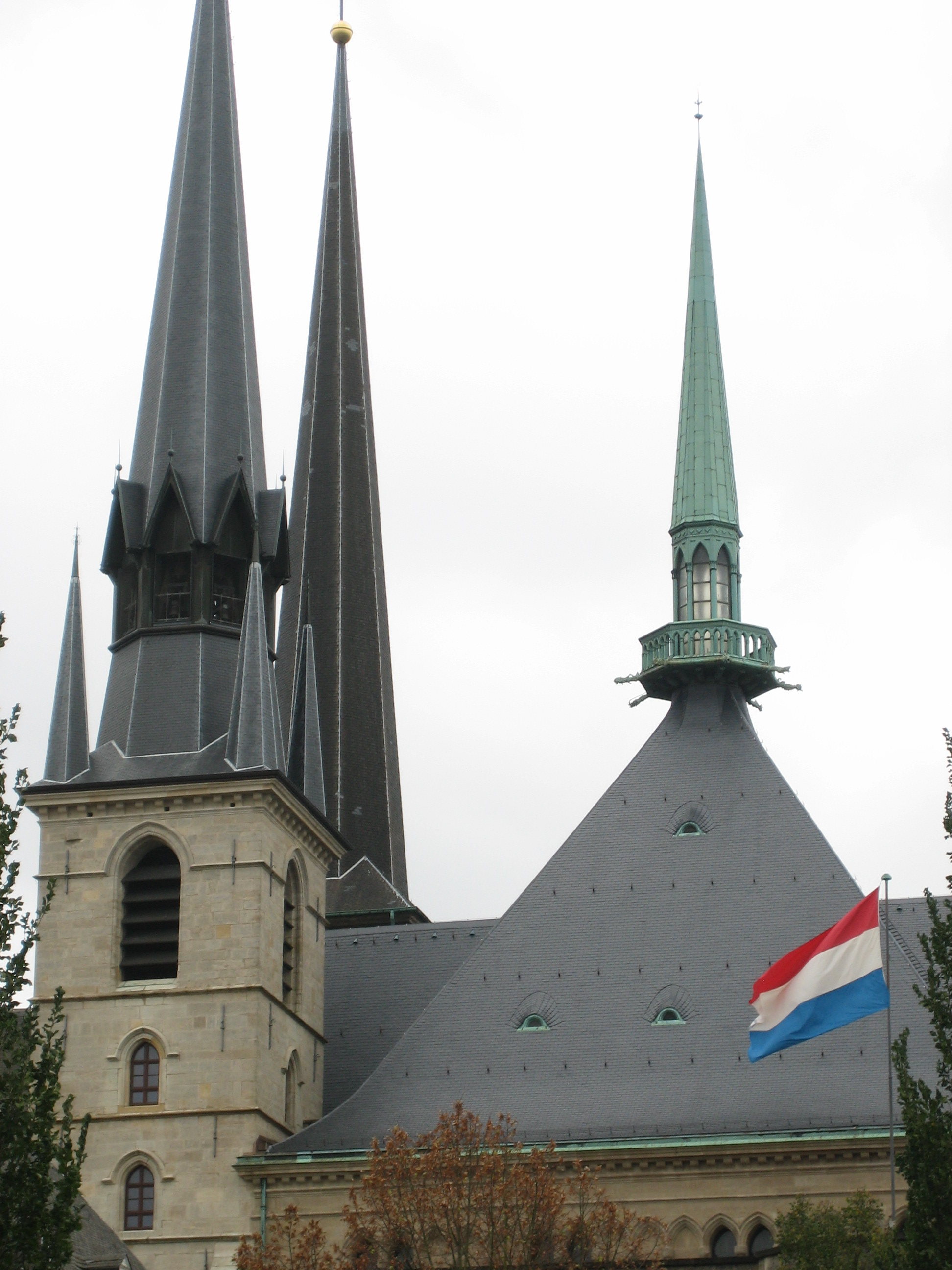
La Cattedrale di Notre-Dame

- Palazzo della Banca centrale del Lussemburgo
- Casa Croeff
- Casa de Cassal
- Villa Lamort

### Parchi e belvedere
Vista la posizione a strapiombo sulla sottostante vallata, la città è contornata da alcuni belvedere dai quali si ha una visione sui fiumi sottostanti e sulla sponda opposta nonché sulla città bassa. Un grande spazio verde, nel centro della città, è costituito dal Parco Municipale che ospita molti alberi d'alto fusto.

## Cultura

### Musei
Nonostante le piccole dimensioni, in città sono presenti diversi musei. Tra questi il Musée national d'histoire et d'art o MNHA, il Musée national d'histoire naturelle o MNHN, il Musée d'art moderne Grand-Duc Jean o Mudam e il Musée d'histoire de la Ville de Luxembourg.

## Geografia antropica
Il sindaco della città di Lussemburgo è Lydie Polfer (DP), dal 2013. I sindaci precedenti degli ultimi anni sono stati Xavier Bettel (2011-2013) e Paul Helminger (1999-2011), tutti del medesimo partito. La stessa Lydie Polfer era già stata sindaco della città prima di Paul Helminger, dal 1982 al 1999.

### Quartieri

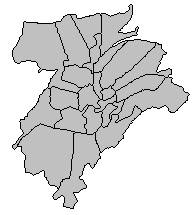
I 24 quartieri della città

La città è divisa in 24 quartieri (in lussemburghese quartierën, in francese quartiers, in tedesco Stadtteile): Beggen, Belair, Bonnevoie-Nord-Verlorenkost, Bonnevoie-Sud, Ville-Haute, Cents, Cessange, Clausen, Dommeldange, Eich, Gare, Gasperich, Grund, Hamm, Hollerich, Kirchberg, Limpertsberg, Merl, Muhlenbach, Neudorf-Weimershof, Pfaffenthal, Pulvermuhl, Rollingergrund-Belair-Nord, Weimerskirch.

## Capitale internazionale, europea e della cultura
Città natale di uno dei padri fondatori dell'Unione europea, Robert Schuman, Lussemburgo è una delle tre sedi ufficiali dell'UE e ospita le sue istituzioni giurisdizionali e finanziarie: la Corte di giustizia dell'Unione europea, la Banca europea degli investimenti, la Corte dei conti europea, il segretariato generale del Parlamento europeo, l'ufficio delle pubblicazioni nonché numerosi servizi della Commissione europea. Ha sede a Lussemburgo anche l'Eurostat, il centro di statistica europeo.
Quando si contempla dal fondo della vallata del fiume Alzette o dalle case del Grund, la parte "vecchia" della città di Lussemburgo s'impone ancora oggi per le muraglie che fecero di lei nella storia un'importante cittadella. Al giorno d'oggi, come abbiamo visto sede di numerose istituzioni dell'Unione europea, la capitale del piccolo granducato si estende e costruisce la sua prosperità economica grazie anche agli istituti finanziari, alle banche di primo piano e alle multinazionali di alto livello che crescono in modo esponenziale a Lussemburgo.
Lussemburgo, capitale europea della cultura per l'anno 2007, è una delle quattro città che con Saarbrücken, Metz e Treviri costituiscono il QuattroPole, una rete transfrontaliera che permette la cooperazione urbana fra queste quattro città.
È infine importante ricordare il ruolo determinante dei frontalieri: la popolazione della città raddoppia quotidianamente. Si stima che tra i 100 000 e i 120 000 pendolari vengano in Lussemburgo a lavorare ogni giorno, per poi rientrare la sera. Questo spiega la saturazione delle vie di comunicazione (in particolare autostrade) durante le ore di punta.

## Infrastrutture e trasporti
- Dal 10 dicembre 2017 la città dispone di una moderna tranvia in progressiva estensione. Dal 1º marzo 2020 il servizio è gratuito.
- Il Lussemburgo dispone di una rete ferroviaria molto sviluppata, grazie alla presenza dell'industria siderurgica durante la prima metà del XX secolo. Questo sviluppo molto spinto della rete ferroviaria testimonia anche la necessità di permettere ai pendolari di raggiungere Lussemburgo la mattina e di lasciarla la sera.
- Lussemburgo è servita dal 10 giugno 2007 dal TGV Est. Ciò permette di percorrere i circa 400 km che separano Lussemburgo da Parigi in 2 ore e 5 minuti alla velocità di 320 km/h.
- L'Aeroporto internazionale di Lussemburgo-Findel, situato a qualche chilometro d'autostrada dal centro della città, è l'unico aeroporto del paese ed è possibile raggiungerlo anche con la linea 16 Archiviato il 28 giugno 2017 in Internet Archive. [3] o con la linea 29 Archiviato il 28 giugno 2017 in Internet Archive. [3] di autobus.

## Sport

### Calcio
Le squadre principali della città sono il Racing Football Club Union Lëtzebuerg e il Rapid Mansfeldia Hamm Benfica.